# Aina Berg
Pour les articles homonymes, voir Berg.
Aina Berg est une nageuse suédoise née le 7 janvier 1902 à Göteborg et morte le 27 octobre 1992 dans la même ville.

## Biographie
Elle est médaillée aux Jeux olympiques féminins de 1922 à Monaco sur 100 mètres nage libre et dans le relais 4X200 mètres nage libre.
Aux Jeux olympiques d'été de 1920 à Anvers et aux Jeux olympiques d'été de 1924 à Paris, Aina Berg est médaillée de bronze du relais 4x100 mètres nage libre.